# Frătăuții Vechi
Frătăuții Vechi est une commune du județ de Suceava en Roumanie.